# Супергерои на шпильках
Супергерои на шпильках (порт. Super Drags) — бразильский сатирический телевизионный мультисериал для взрослых, созданный Андерсеном Махански, Фернандо Мендосой и Пауло Леско для сервиса Netflix. Сюжет повествует о трёх героях — Патрике, Доницет и Ральфе, которые работают в универмаге, но могут перевоплощаться в супергероинь — дрэг-квин. Сериал состоит из пяти серий и его выход состоялся 9 ноября 2018 года. К выпуску планируется выход второго и третьего сезонов.

## Сюжет
Сюжет повествует о трёх героях по имени Патрик, Доницет и Ральф. Они работают в супермаркете, однако если представителям ЛГБТ угрожает очередная опасность, герои преображаются с волшебных дрэг-квинов, призванных прилететь на помощь. На ЛГБТ уже долгое время точит глаз местная церковь святой Малафеи, которая мечтает «спасти» всех ЛГБТ и «перевоспитать» их. Тем не менее новая опасность возникает в лице таинственной и злой дрэг-квин по имени Леди Эльза. Она с помощью своих изобретений вытягивает из людей «сияние радуги», которыми наделены все представители ЛГБТ, чтобы самой стать моложе и сильнее. Троица героев должна победить Эльзу и вернуть сияние потерявшим её жертвам.
Большинство персонажей в сериале являются транссексуальными женщинами, главные три героя в своём обычном состоянии являются гомосексуальными мужчинами, но после преображения превращаются также в транс-женщин, или дрэг-квинов. Всех транс-персонажей в сериале также озвучивают транссексуальные бразильские музыканты и актёры.

## Роли озвучивали
- Паблло Виттар — Голдива
- Сильвия Саластти — Джезебель
- Сильветти Монтила — Ведете Шампнаньё
- Марсело Соуза — Джураси
- Гильерме Бриггс — Джаньяу/Робертиньо
- Рафа Велес — леди Эльза
- Фернандо Мендонса — Донизет/Скарлет Кармезим
- Вагнер Фоллар — Ральф/Сафира Сиан
- Сержо Чанту — Патрик/Лимон Шифон
- Фернандо Мендонса — Сандовал

## Создание

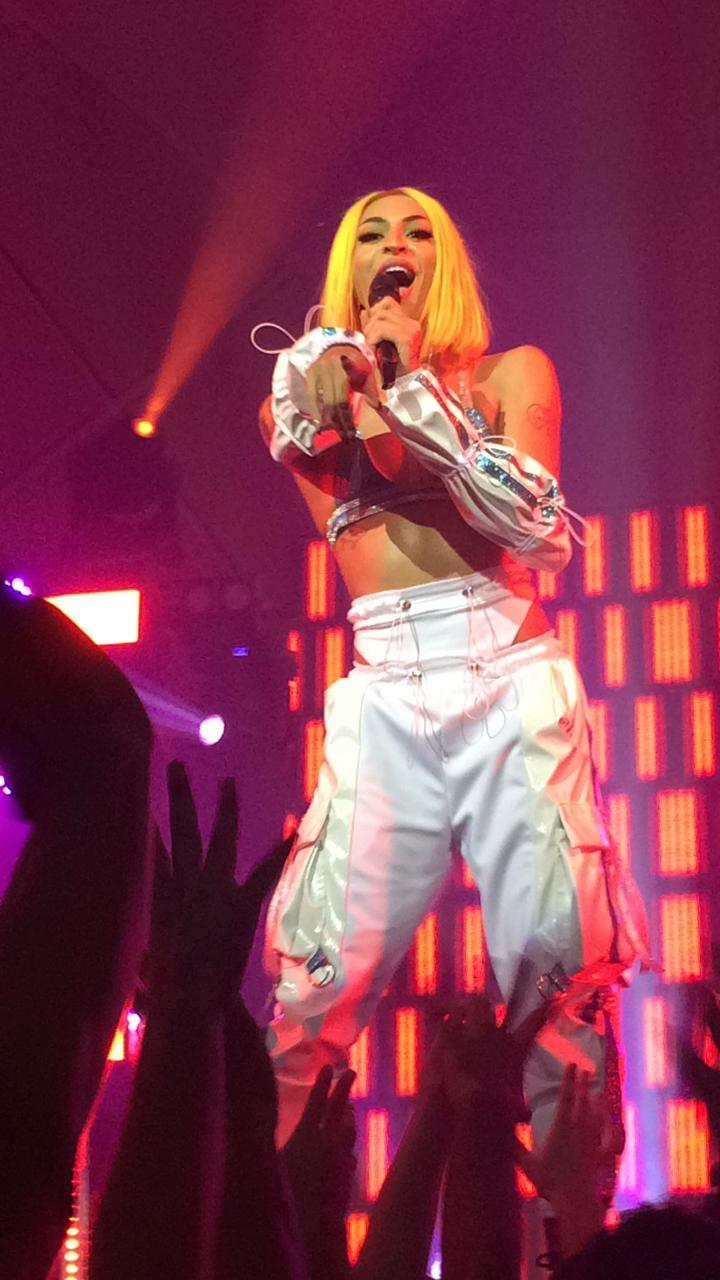
Пабло Виттар, известная дрэг-певица Бразилии озвучивает Голдиву

Создателями идеи и основного сценария являются Фернандо Мендоса и Андерсоном Махански, которые пришли к идее создать тематический мультисериал об ЛГБТ, когда ждали поезд на остановке метро в 2016 году. Идея сериала заключалась в том, чтобы продемонстрировать разные голоса певцов, которые выступают на гей-сценах. Сами сценаристы вдохновлялись известной в Бразилии дрэг-квин Сильветти Монтилой, которой приходилось множество раз сталкиваться с ненавистью консервативной части сообщества. (Впоследствии Монтила стала актёром озвучивания одного из персонажей сериала), а также такими дрэг-квин участниками американского реалити-шоу «Королевские гонки Ру Пола», как Виллам Белли, Трикси Мэттел и Джинджер Миндж (которые впоследствии также станут актёрами озвучивания на английском языке). Работа над основной концепцией была завершена уже через несколько дней. Главными героями было решено сделать трёх транссексуальных женщин, Сапфир воплощает сердце команды, Лимон — это мозг, а Скарлет — сила. Личность каждого персонажа призвана отразить разные аспекты сообщества транссексуалов. Проект сразу же рассматривался, как сериал для взрослых, поэтому сценаристы решили добавить в него множество «кислотного юмора», подбираясь к границе дозволенного.
Создатели не хотели делить персонажей с противоположными идеологическими направлениями однозначно на плохих и хороших, показывая, что и среди консерваторов и ЛГБТ-людей есть свои хорошие, нейтральные люди и злодеи. В конце сериала, зритель увидит неожиданную тайну одного из главных антагонистов из числа консерваторов. Фернандо заметил, что желал сделать особую дань Сильветте Монтилье, которая является одной из первых открытых транссексуальных женщин в Бразилии, «первопроходцем», сыгравшей ключевую роль в продвижении первого поколения дрэг-квин в публичную сцену в Бразилии. Её персонаж — Ведете, выступает в сериале эдакой ЛГБТ-феей, которая наделила главных героев волшебной силой и вселяет в сердца квир-персонажей надежду и веру в себя. Фернандо заметил, что хотя сериал обладает бразильским колоритом, тему ЛГБТ в нём можно считать универсальной и применимой к другим культурам.
Отвечая на вопрос, ожидал ли Фернандо отрицательной реакции со стороны общественности, сценарист ответил, что среди людей по прежнему популярно мнение, что мультипликация предназначена только для детей, Фернандо заметил, что все мультфильмы для взрослых, такие, как например «Симпсоны» или «Южный Парк» тоже вызывали спорную реакцию у общественности, однако это не мешало оставаться им популярными. Фернандо припомнил, что в 80-е годы, в Бразилии был популярен юмористический сериал для взрослых — «Капитан Гей» (порт. Capitão Gay), где супергерой — гей в розовом костюме защищал слабых и угнетённых.

## Список серий
| № | Название              | Режиссёр         | Автор сценария      | Дата премьеры  |
| --- | --------------------- | ---------------- | ------------------- | -------------- |
| 1 | «Lipsync Time»        | Фернандо Мендоса | Вания Матос         | ноябрь 9, 2018 |
| Злодейка леди Эльза хочет вернуть себе молодость, украв «радужный свет» посетителей концерта Голдивы, самой популярной в мире ЛГБТ-певицы. Супер дрэги должны спасти посетителей концерта. |                       |                  |                     |                |
| 2 | «Image Is Everything» | Фернандо Мендоса | Чико Аморим         | ноябрь 9, 2018 |
| Супер Дрэги отправляются на сражение с робо-монстром, отправленным леди Эльзой, однако без Патрика. Тем временем Патрик пытается найти себе нового бойфренда.                              |                       |                  |                     |                |
| 3 | «The Gay Cure»        | Фернандо Мендоса | Фернанда Брандалисе | ноябрь 9, 2018 |
| Отвергнутый своим отцом, разочарованный Ральф отправляется в религиозный лагерь, где «перевоспитывают» геев. Доницет и Патрик отправляются туда под прикрытием, чтобы вызволить Ральфа.    |                       |                  |                     |                |
| 4 | «Be Who You Are»      | Фернандо Мендоса | Марсело Соуза       | ноябрь 9, 2018 |
| Леди Эльза похищает Голдиву перед крупным концертом. Супер-дрэги должны вызволить её из плена. Скарлет узнаёт о прошлом поп-дивы.                                                          |                       |                  |                     |                |
| 5 | «A Single Voice»      | Фернандо Мендоса | Пауло Леско         | ноябрь 9, 2018 |
| На концерте Голдивы выступает вместо Голдивы Леди Эльза и поглотив «радужный свет» публики, превращается в гиганта. Супер-дрэги должны победить Эльзу.                                     |                       |                  |                     |                |

## Анонс и выход
Первый трейлер сериала на португальском и английском языке был выпущен 19 октября 2018 года. 31 октября, в день хэллоуина было выпущено короткое видео под названием «Gag! Gross, but I love it» на сайте Facebook. Также 7 ноября 2018 года был выпущен видео-клип в исполнении бразильской певицы Пабло Виттар, где в клипе также были оказаны главные персонажи. Выход сериала состоялся 9 ноября 2018 года.

## Восприятие
Джейсон Фонтелье из DBKnews назвал сериал удивительной сатирической комедией, который однозначно подойдёт человеку, увлекающемуся одновременно темами дрэг-квин и супергероями. Тем не менее критик заметил, что сериал подойдёт довольно узкой аудитории зрителей, это может стать и причиной провала данного проекта. Сериал представляет собой большой стереотип, геи представлены, как яркие и эротичные люди, не сдержанные на эмоции. Одновременно им противопоставляются стереотипные гетеросексуальные люди, как альтернативные правые, ярые гомофобы и религиозные фанатики. Изображение данных двух и ярких стереотипов делает сериал интереснее, как сатиру. Комедийная составляющая сериала дерзкая и глуповатая, сюжет иногда выглядит запутанным. Похожее мнение выразил Саян Гош с сайта The Michigan News, заметив, что главные герои олицетворяют карикатурный и устаревший образ геев, которые борются против такого же карикатурного консервативного истеблишмента. Саян назвал сериал развлечением, а его анимацию выразительной и качественной, главные герои очаровательны и индивидуальны, сюжет динамичен, а диалоги персонажей остроумные.
Несмотря на то, что сериал выглядит, как забавная сатира, Джейсон заметил, что по мере развития сюжета, сериал доносит зрителю такие серьёзные темы, как то, что человека стоит любить и уважать не только за его внешность или то, с каким презрением и стигмой сталкиваются представители ЛГБТ стороны сообщества, как это негативно влияет на их отношения с родителям и как важно принять человека таким, каким он есть. Похожего мнения придерживается и Саян Гош, заметив, что шоу изучает широкие социальные проблемы, такие, как предрассудки и преследования представителей ЛГБТ, а также проблемы расизма и дискриминации по внешнему признаку внутри самого сообщества.

### Споры
Ещё до выхода, сериал стал причиной споров. Так ряд консервативных бразильских политиков и бразильская ассоциация педиатров заявляли, что сериал может нанести моральный вред детям. Тем не менее, Netflix заверил, что сериал предназначен только для взрослых зрителей и выйдет со взрослым рейтингом, предупреждение о том, что сериал предназначен для взрослой аудитории старше 16 лет, также есть в первой серии сериала. После того, как ряд американских СМИ сообщили о предстоящем выпуске мультсериала о дрэг-квинах в июне 2018 года, это вызвало протест у некоторых консервативных и христианских политических деятелей, которые, даже несмотря на то, что сериал предназначен для взрослых зрителей — объявили, что сериал является гей-пропагандой, направленной на детей и его выпуск должен быть отменён на телеканале Netflix в США. Интернет был наводнён оскорбительными комментариями в адрес ЛГБТ. Была подана петиция, которую подписали 20000 человек.
Неоднозначную оценку сериал также получил среди западных ЛГБТ-сообществ, которые заметили, что сериал продвигает гротескные клише о гомосексуальных людях, которые могут укрепить предвзятое отношение зрителей к ЛГБТ.